# Plastic Hearts
Plastic Hearts ist das siebte Studioalbum der US-amerikanischen Sängerin Miley Cyrus. Es wurde am 27. November 2020 unter dem Label RCA Records veröffentlicht. Plastic Hearts erreichte Platz 15 in Deutschland sowie Platz 2 in den US-Albumcharts.

## Hintergrund
Am 9. Mai 2019 kündigte Cyrus die Veröffentlichung der EP She Is Coming an, welche am 31. Mai 2019 erschien. Am selben Tag verkündete Cyrus über ihre Twitter, dass der EP zwei weitere derselben Art folgen würden, deren Titel She Is Here und She Is Everything lauten würden. Gemeinsam sollten sie das Album She Is Miley Cyrus ergeben, welches Ende 2019 erscheinen sollte. Am 9. November 2019 wurde Cyrus' neue Musik aufgrund einer Operation an den Stimmbändern zunächst auf Anfang 2020 verschoben.
Mit der Veröffentlichung der ersten Single des Albums, Midnight Sky, verkündete Cyrus, dass die beiden geplanten EPs She Is Here und She Is Everything nicht mehr veröffentlicht werden, da „in diesem Jahr viel Unerwartetes passiert sei“ und „das Fortführen der beiden EPs sich nicht richtig anfühle“.
Am 23. Oktober 2020 kündigte Cyrus den Titel des Albums, sowie das Veröffentlichungsdatum, den 27. November 2020, an. Am selben Tag wurde das Album zur Vorbestellung freigeschaltet.
Anders als das Vorgängerprojekt She Is Coming enthält Plastic Hearts überwiegend Lieder im Rock-Stil, worauf Fans bereits aufgrund von Cyrus' vorherigen Coverversionen von Titeln desselben Musikstils und ihrer zu diesem passenden rauen Stimme gehofft hatten. Cyrus nannte unter anderem Britney Spears, Metallica, Debbie Harry und Joan Jett als musikalische Inspiration für das Album.

## Singles

### Midnight Sky
Am 4. August 2020 kündigte Cyrus die Veröffentlichung von Midnight Sky für den 14. August 2020 mit einem kurzen Ausschnitt des Liedes über ihre Social-Media-Kanäle an. Das zugehörige Musikvideo wurde ebenfalls am 14. August 2020 veröffentlicht. Die Single erreichte Platz 27 in den deutschen Charts und Platz 14 in den US-amerikanischen Billboard Hot 100.

### Prisoner
Die zweite Single Prisoner mit Dua Lipa erschien gemeinsam mit dem zugehörigen Musikvideo am 19. November 2020. Das Lied belegte Platz 20 in Deutschland sowie Platz 54 in den Billboard Hot 100.

## Promotion
Cyrus' Interview über das Album mit Zane Lowe für Apple Music 1 wurde am 23. November 2020 veröffentlicht. Am 26. November 2020 spielte Cyrus erste Ausschnitte aus dem Album für die „Watermarked“-Serie des Videoportals TikTok. Einen Tag später war sie gemeinsam mit Dua Lipa in deren Live-Stream-Konzert „Studio 2054“ zu sehen. In der ersten Folge von Amazon Musics Holiday Plays trat sie mit den Titeln Midnight Sky, Prisoner und Plastic Hearts auf.
Am 31. Dezember 2020 trat Cyrus unter anderem mit Edge of Midnight und Prisoner bei Dick Clarks New Years' Rockin' Eve auf.

## Titelliste
| #   | Titel                                                    | Autoren | Länge |
| --- | -------------------------------------------------------- | --- | ----- |
| 1.  | WTF Do I Know                                            | Miley Cyrus, Ryan Tedder, Ali Tamposi, Andrew Wotman, Louis Bell                                                                      | 2:51  |
| 2.  | Plastic Hearts                                           | Miley Cyrus, Ryan Tedder, Ali Tamposi, Andrew Wotman, Louis Bell                                                                      | 3:25  |
| 3.  | Angels Like You                                          | Miley Cyrus, Ryan Tedder, Ali Tamposi, Andrew Wotman, Louis Bell                                                                      | 3:16  |
| 4.  | Prisoner (mit Dua Lipa)                                  | Miley Cyrus, Dua Lipa, Ali Tamposi, Michael Pollack, Andrew Wotman, Stefan Johnson, Jordan K. Johnson, Marcus Lomax, Jonathan Bellion | 2:49  |
| 5.  | Gimme What I Want                                        | Miley Cyrus, Majid Al-Maskati, Ali Tamposi, Andrew Wotman, Louis Bell                                                                 | 2:31  |
| 6.  | Night Crawling (mit Billy Idol)                          | Miley Cyrus, Billy Idol, Ryan Tedder, Michael Pollack, Ali Tamposi, Andrew Wotman, Nathan Perez, Taylor Hawkins                       | 3:09  |
| 7.  | Midnight Sky                                             | Miley Cyrus, Jonathan Bellion, Ilsey Juber, Ali Tamposi, Andrew Wotman, Louis Bell                                                    | 3:43  |
| 8.  | High                                                     | Miley Cyrus, Jennifer Decilveo, Caitlyn Smith                                                                                         | 3:16  |
| 9.  | Hate Me                                                  | Miley Cyrus, Ali Tamposi, Andrew Wotman, Louis Bell                                                                                   | 2:37  |
| 10. | Bad Karma (mit Joan Jett)                                | Miley Cyrus, Ilsey Juber | 3:08  |
| 11. | Never Be Me                                              | Miley Cyrus, Ilsey Juber, Mark Ronson                                                                                                 | 3:35  |
| 12. | Golden G String                                          | Miley Cyrus, Andrew Wyatt | 3:55  |
|     | Digitale Edition                                         | |       |
| 13. | Edge of Midnight (Midnight Sky Remix) (mit Stevie Nicks) | Miley Cyrus, Stephanie Nicks, Ali Tamposi, Ilsey Juber, Jonathan Bellion, Andrew Wotman, Louis Bell                                   | 3:40  |
| 14. | Heart of Glass (live from the iHeart Festival)           | Chris Stein, Debbie Harry | 3:33  |
| 15. | Zombie (live from the NIVA Save Our Stage Festival)      | Dolores O’Riordan | 4:50  |
|     | Apple Music Backyard Sessions Edition                    | |       |
| 16. | High (Backyard Sessions)                                 | Miley Cyrus, Jennifer Decilveo, Caitlyn Smith                                                                                         | 3:18  |
| 17. | Plastic Hearts (Backyard Sessions)                       | Miley Cyrus, Ryan Tedder, Ali Tamposi, Andrew Wotman, Louis Bell                                                                      | 3:22  |
| 18. | Golden G String (Backyard Sessions)                      | Miley Cyrus, Andrew Wyatt | 3:53  |
| 19. | Angels Like You (Backyard Sessions)                      | Miley Cyrus, Ryan Tedder, Ali Tamposi, Andrew Wotman, Louis Bell                                                                      | 3:17  |
|     | Japanische Edition                                       | |       |
| 16. | Who Owns My Heart (live from the iHeart Festival)        | Miley Cyrus, Antonina Armato, Tim James, Devrim Karaoglu                                                                              | 4:16  |

## Kommerzieller Erfolg

### Chartplatzierungen
| ChartsChartplatzierungen       | Höchstplatzierung | Wochen |
| ------------------------------ | ----------------- | ------ |
| Deutschland (GfK)              | 15 (20 Wo.)       | 20     |
| Österreich (Ö3)                | 8 (18 Wo.)        | 18     |
| Schweiz (IFPI)                 | 4 (17 Wo.)        | 17     |
| Vereinigte Staaten (Billboard) | 2 (34 Wo.)        | 34     |
| Vereinigtes Königreich (OCC)   | 4 (28 Wo.)        | 28     |

| ChartsJahrescharts (2021)      | Platzierung |
| ------------------------------ | ----------- |
| Vereinigte Staaten (Billboard) | 104         |
| Vereinigtes Königreich (OCC)   | 99          |

### Auszeichnungen für Musikverkäufe
| Land/Region                  | Auszeichnungen für Musikverkäufe (Land/Region, Auszeichnung, Verkäufe) | Verkäufe |
| ---------------------------- | ---------------------------------------------------------------------- | -------- |
| Australien (ARIA)            | Gold                                                                   | 35.000   |
| Brasilien (PMB)              | 3× Platin                                                              | 120.000  |
| Dänemark (IFPI)              | Platin                                                                 | 20.000   |
| Frankreich (SNEP)            | Gold                                                                   | 50.000   |
| Italien (FIMI)               | Gold                                                                   | 25.000   |
| Neuseeland (RMNZ)            | Platin                                                                 | 15.000   |
| Norwegen (IFPI)              | Gold                                                                   | 10.000   |
| Polen (ZPAV)                 | 2× Platin                                                              | 40.000   |
| Schweiz (IFPI)               | Gold                                                                   | 10.000   |
| Spanien (Promusicae)         | Gold                                                                   | 20.000   |
| Vereinigtes Königreich (BPI) | Gold                                                                   | 100.000  |
| Insgesamt                    | 7× Gold · 7× Platin ·                                                  | 445.000  |

Hauptartikel: Miley Cyrus/Auszeichnungen für Musikverkäufe